# Helene Madison
Helene Emma Madison (Madison (Wisconsin), 19 juni 1913 – Seattle (Washington), 25 november 1970) was een Amerikaans zwemster. Madison nam in 1932 deel aan de Olympische Zomerspelen in Los Angeles en werd er driemaal olympisch kampioen.

## Biografie

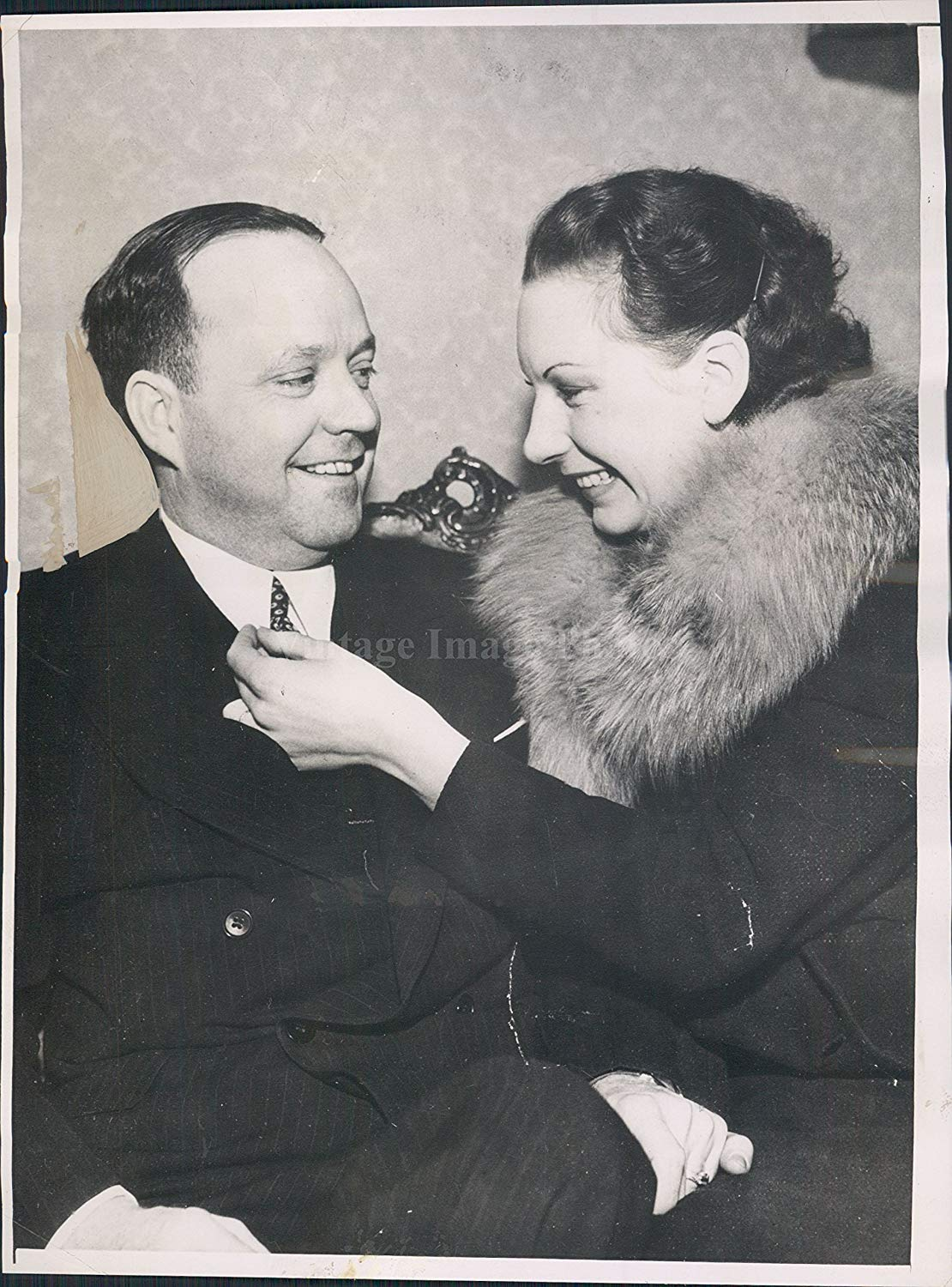
Een pasgetrouwde Madison en Luther C. McIver (10 maart 1937)

Helene Madison werd in 1913 geboren in de Amerikaanse staat Wisconsin. Ze verhuisde in haar kindertijd met haar familie naar het geheel aan de westkust gelegen Seattle. Madison begon al jong met zwemmen en deed vanaf haar vijftiende mee aan (inter)nationale wedstrijden. In 1928 behaalde ze haar eerste sportieve succes met de winst van het Northwest High School Championship. Begin jaren dertig domineerde ze de zwemwedstrijden bij de vrouwen op de vrije slag. Madison was de eerste vrouw die de 100 yards vrije slag in een minuut rond zwom. Tussen 1930 en 1932 won ze elke titel op de vrije slag bij de nationale kampioenschappen voor vrouwen. De records die ze bij de NK zwom (100 meter, 220, 500 en 880 yards vrije slag), hielden vele jaren stand. In 1932 zette ze alle zeventien wereldrecords op de vrije slag, variërend van 100 yards tot een mijl, op haar naam.
Madison nam datzelfde jaar deel aan de Olympische Spelen in haar thuisland, waar ze goud won bij de 100 meter, 400 meter en 4x100 meter vrije slag. Ze beëindigde vlak na de Spelen van Los Angeles, op negentienjarige leeftijd en onverslagen, haar korte zwemcarrière als amateur. "Ik had altijd het gevoel dat mijn tegenstandster van mij weer een nietsnut probeerde te maken", zei Madison in 1966 in een interview. "Misschien verloor ik daarom wel nooit. Ik was altijd bang dat het wel zou gebeuren."
Na enkele kleine rollen in speelfilms werd Madison zweminstructrice en, later, verpleegster. Vanwege het verliezen van haar amateurstatus mocht ze in 1936 niet deelnemen aan de Olympische Spelen in Berlijn. Ze trouwde in 1937 voor de eerste keer en kreeg het jaar erna haar enige dochter. Ze scheidde in 1958 en werd in 1966 opgenomen in de International Swimming Hall of Fame. Madison, driemaal gehuwd geweest maar inmiddels weer alleen, overleed in 1970 aan keelkanker.